# Kåsebergaloppet

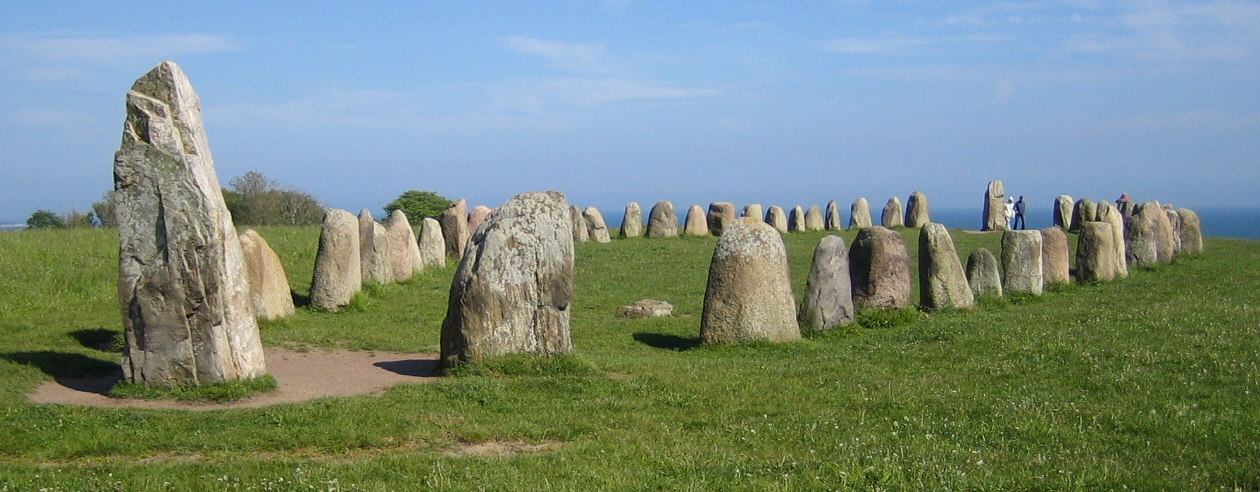
Ales stenar.

Kåsebergaloppet är ett löplopp vilket går på hösten vid byn Kåseberga på Österlen vid Skånes sydkust. Fram till ca 1996 löptes det årligen, sträckningen gick upp på branterna runt hamnen och avslutade med en målgång nerför branten mot hamnen. 
Numera utgår loppet från parkeringsplatsen vid idrottsplatsen i Kåseberga och går runt Ales stenar för att sedan ta en runda över slätten. Loppet löps över två distanser, 5 km respektive 10 km. Loppet är öppet både för damer och herrar.